# Martot
Martot är en kommun i departementet Eure i regionen Normandie i norra Frankrike. Kommunen ligger i kantonen Pont-de-l'Arche som tillhör arrondissementet Les Andelys. År 2022 hade Martot 458 invånare.

## Befolkningsutveckling
Antalet invånare i kommunen Martot
Referens:INSEE